# Димитров, Димитар (самбист)
Димитар Димитров (род. 8 мая 1964, Быта, Пазарджикская область) — болгарский самбист, призёр первенства мира среди юниоров, призёр розыгрышей Кубка мира, призёр чемпионатов Европы и мира, бронзовый призёр соревнований «Дружба-84» по самбо, Заслуженный мастер спорта Болгарии. Выступал в наилегчайшей весовой категории (до 48 кг). Является членом правления Ассоциации болгарских самбистов.